# 村田浩治
村田 浩治（むらた こうじ、1960年 - ）は、日本の弁護士。大阪弁護士会所属で、登録番号は21603。

## 現況
現在は堺総合法律事務所に所属している。
「偽装請負」「派遣切り」を初めとする労働諸問題に積極的に関わっていることで知られており、最近の実績例として、2006年10月に派遣労働者が大阪労働局に告発したところから端を発した「タイガー魔法瓶事件」の原告側代理人を務め、2年後の2008年12月11日に当該労働者の派遣先だったタイガー魔法瓶が解決金300万円を支払うこと等で労働者側との和解を成立させている。

## 略歴
- 1960年 - 大阪市に生まれる
- 1987年 - 立命館大学法学部卒業。司法試験合格
- 1990年 - 司法修習（第42期）修了。弁護士登録

## 主な担当事件
- 新日鉄堺賃金差別事件
- JR西日本・大誠電機不当解雇事件
- 松下プラズマディスプレイ偽装請負事件
- 中国残留孤児国家賠償訴訟事件
- 上野芝欠陥マンション賠償請求事件
- マインドコントロールセミナー研修帰宅後の脳梗塞発症事件
- 堺市鈴木均教諭過労死事件
- タイガー魔法瓶事件

## テレビ出演
- 『プロフェッショナル 仕事の流儀』第128回「守るのは、働く者の誇り」 - NHK総合テレビジョン・2009年10月13日放送

## 書籍（一部執筆）
- 『がんばってよかった - 派遣から正社員へ』 1995年 かもがわ出版 ISBN 4-87699-212-6
- 『過労死・過労自殺110番』 2000年 民事法研究会 ISBN 4-89628-058-X
- 『クレサラ実務』 2009年 全国クレジット・サラ金問題対策協議会出版部 ISBN 978-4-86377-002-7